# Radoševići (pleme)
Radoševići, jedno od hrvatskih plemena iz skupine Bunjevaca koje 1627. s ostalim plemenima u drugoj bunjevačkoj seobi naseljava selo Lič u Gorskom kotaru. Po brojnosti su u Liču odmah iza Starčevića, gdje ih 1931. ima u šezdeset kuća, a i danas spadaju među najjače obitelji u Liču. Neki od Radoševića odselile su se u Mrkopalj, Sunger i Tuk, a preko Primorja dio ih odlazi u Pazarišta u Liku, a kasnije i u Slavoniju.